# جيمس م. كوكس
جيمس ميدلتون كوكس (بالإنجليزية: James M. Cox) (31 مارس 1870 – 15 يوليو 1957) كان حاكم ولاية أوهايو السادس بعد الأربعين والثامن بعد الأربعين، ونائبًا في مجلس النواب الأمريكي عن ولاية أوهايو، والمرشح الديمقراطي لرئاسة الولايات المتحدة في الانتخابات الرئاسية لعام 1920. كان شريكه في الحملة الرئاسية فرانكلين د. روزفلت الذي أصبح رئيسًا فيما بعد. أسس سلسلة صحف الأخبار التي تعرف اليوم باسم شركات كوكس، وهي تشكل تكتلًا إعلاميًّا.
ولد وترعرع في أوهايو. بدأ كوكس مسيرته المهنية مدققًا في صحيفة قبل أن يصبح مساعد عضو الكونغرس بول جيه. سورغ. كمالك لصحيفة دايتون ديلي نيوز، ابتدع كوكس عدة ابتكارات وأدار حملة ضد رئيس الحزب الجمهوري المحلي. شغل منصب نائب في مجلس النواب الأمريكي من عام 1909 حتى 1912 قبل انتخابه حاكمًا لأوهايو. كحاكم للولاية، قدم كوكس سلسلة من الإصلاحات التقدمية ودعم وودرو ويلسون في كيفية تعامله مع ملف الحرب العالمية الأولى وعواقبها. اختير مرشحًا ديمقراطيًّا للرئاسة في الدورة الانتخابية الرابعة بعد الأربعين في المؤتمر الوطني الديمقراطي عام 1920. عانى كوكس الذي ترشح للرئاسة إلى جانب فرانكلين د. روزفلت (مرشح لمنصب نائب الرئيس) أسوأ هزيمة بالتصويت الشعبي (بهامش 26.17%) في تاريخ الانتخابات الرئاسية حين قبلت البلاد دعوة المرشح الجمهوري وارن ج. هاردينغ لما سماه «العودة إلى الحياة الطبيعية» بعد سنوات حكم ويلسون.
تقاعد كوكس من منصبه العام بعد انتخابات عام 1920 الرئاسية للتركيز على تكتله الإعلامي، الذي توسع إلى عدة مدن. بحلول عام 1939، امتدت إمبراطوريته الإعلامية من دايتون إلى ميامي. بقي نشطًا في الحياة السياسية، داعمًا لحملات روزفلت، وحضر مؤتمر لندن الاقتصادي عام 1933.

## طفولته وبداية مسيرته المهنية
ولد كوكس في مزرعة قرب قرية جاكسونبرغ الصغيرة في مقاطعة باتلر في ولاية أوهايو، وهو الابن الأصغر لجيلبرت كوكس وإليزا آندرو؛ كان لديه ستة إخوة. سمي كوكس عند ولادته باسم جيمس مونرو كوكس؛ ولكنه عرف فيما بعد باسم جيمس ميدلتون كوكس، وقد يكون السبب في ذلك أنه أمضى جزءًا من بداية حياته في ميدلتاون في ولاية أوهايو. تعلم كوكس في مدرسة من غرفة واحدة حتى أن بلغ ستة عشر عامًا من العمر. بعد طلاق والديه، انتقل مع أمه في عام 1886 إلى ميدلتاون، حيث بدأ تدريبًا صحفيًّا في المجلة الأسبوعية ميدلتاون ويكلي سيغنال التي ينشرها جون كيو. بيكر. حصل في عام 1892 على عمل لدى صحيفة سينسيناتي إنكوايرر مدققًا للطبعات على مكتب التلغراف، وبدأ لاحقًا بالعمل مراسلًا للأخبار الميدانية التي تشمل أخبار السكك الحديدية. في عام 1894، أصبح كوكس مساعدًا لرجل أعمال من ميدلتاون يدعى بول جيه. سورغ، والذي كان قد انتُخب عضوًا في الكونغرس الأمريكي، وأمضى ثلاث سنوات في العاصمة واشنطن ساهمت في تشكيل حياته فيما بعد. ساعد سورغ كوكس في الحصول على ملكية صحيفة دايتون إيفنينغ نيوز (أي أخبار دايتون المسائية) التي كانت تعاني آنذاك، وحولها كوكس، بعد أن أعاد تسميتها لتصبح دايتون ديلي نيوز (أي أخبار دايتون اليومية) بحلول عام 1900 إلى جريدة مسائية ناجحة تتفوق على المنافسين. أعاد تركيز تغطية الأخبار المحلية وزاد تغطية الأخبار الوطنية والعالمية والرياضية المبنية على وكالة أنباء أسوشيتد برس، وكان ينشر نشرات آنية لأسعار السوق وسوق الأوراق المالية، وجداول للحبوب والماشية، وابتدع عدة ابتكارات من بينها استخدام الصحافة المصورة لتغطية الأخبار، والأعمدة الصحفية الخاصة بالضواحي، ونشر ملخصات للكتب، ومدخلات إضافية لمجلة ماكلور يوم السبت، وأشياء أخرى. بدأ كوكس حملةً ضد رئيس الجمهوريين في دايتون، جوزيف إي. لوز، الذي استخدم سلطته السياسية للانتفاع من صفقات الحكومة. واجه أيضًا جون إتش. باترسون، رئيس شركة ناشيونال كاش ريجستر (صندوق النقد الوطني)، كاشفًا حقائق تتعلق بانتهاكات لقوانين مكافحة الاحتكار ورشوات. في عام 1905، استحوذ كوكس على سبرينغفيلد برس-ريبوبليك التي تنشر في سبرينغفيلد في أوهايو، كخطوة استشرافية لتكتله الإعلامي فيما بعد، وأعاد تسميتها لتصبح سبرينغفيلد ديلي نيوز (أخبار سبرينغفيلد اليومية).
في عام 1908، ترشح للكونغرس كمرشح للحزب الديمقراطي وانتُخب. مثل كوكس أوهايو في مجلس النواب الأمريكي من عام 1909 حتى عام 1913، واستقال بعد فوزه بالانتخابات ليصبح حاكم ولاية أوهايو.